# The Knight and the Shepherd’s Daughter
«The Knight and the Shepherd’s Daughter» (с англ. — «Рыцарь и дочь пастуха»; Child 110, Roud 67) — народная баллада шотландского происхождения. Единственная английская её версия находится в бродсайде из Роксбургского собрания. Фрэнсис Джеймс Чайлд в своём труде приводит одиннадцать вариантов текста баллады и один небольшой фрагмент. Существует французская авторская имитация английского варианта, созданная в 1740 году и озаглавленная «Lise et Mainfroi».

## Сюжет
Рыцарь соблазняет пастушку и лишает её невинности. После этого она следует за ним ко двору короля и требует у того правосудия. Монарх решает, что если рыцарь холост, то он должен жениться на девушке, иначе его следует казнить. Виновника призывают ко двору, где тот пытается откупиться от пастушки последовательно возрастающими денежными суммами. Та стоит на своём. После свадьбы девушка открывает своему супругу (в одной версии это делает Билли Блайнд), что на самом деле она принадлежит к благородному роду. В некоторых вариантах выясняется, что и рыцарь в действительности является знатным лордом.
В пьесе Бомонта и Флетчера 1611 года «The Knight of the Burning Pestle» присутствует, по-видимому, фрагмент из этой баллады: «He set her on a milk-white steed, / And himself upon a gray; / He never turned his face again / But he bore her quite away.». Впрочем, он может иметь отношение и к ряду других баллад, таких как «Леди Изабелла и король эльфов» (Child 4) или «Обманутый рыцарь» (Child 112). Позже Флетчер процитировал эту же строфу в своей комедии 1621 года «The Pilgrim».
Чайлд проводит множественные параллели этой истории с балладой «The Marriage of Sir Gawain» (Child 31) и другими произведениями этого рода, включая рассказ Батской ткачихи из «Кентерберийских рассказов». Эпизод преследования конного рыцаря пешей девушкой также присутствует в балладе «Child Waters» (Child 63).